# Santa Maria das Barreiras
Santa Maria das Barreiras è un comune del Brasile nello Stato del Pará, parte della mesoregione del Sudeste Paraense e della microregione di Conceição do Araguaia.